# Mikrometeoroid
Mikrometeoroid je majhen meteoroid, ki je nastal kot okrušek večjega telesa in ima maso manjšo od 1 grama oziroma velikost od 100 μm do 1 mm. Mikrometeoroidi se nahajajo v medplanetnem prostoru in tako so sestavni del medplanetnega prahu. V glavnem imajo kovinsko sestavo. Običajno so to ostanki trkov med večjimi telesi še iz časov nastajanja Osončja.
Mikrometeoroidi so zelo pogosti v vesolju, ne manjka jih tudi v okolici Zemlje. Ti delci največ prispevajo k vesoljski eroziji. Velik vpliv imajo na površino tistih nebesnih teles, ki so brez atmosfere (Luna, Merkur, asteroidi,…). Na ta telesa mikrometeoroidi padejo prav do površine, kjer povzročajo na mestu padca taljenje in izparevanje. Posledica tega je sprememba izgleda površine. Kar nekaj vesoljskih plovil je imelo med svojo znanstveno opremo tudi detektorje mikrometeoroidov (primeri: Lunar Orbiter 1, Luna 3, Mars 1, Pioneer 5).

## Mikrometeorit
Mikrometeorit je majhen meteorit. To je telo, ki je uspelo priti do površine nebesnega telesa (npr. Zemlje). Takšno telo ni popolnoma zgorelo na svoji poti proti površini ali pa je razpadlo na manjše delce. Na Zemlji jih najlažje najdemo na polarnih področjih, kjer se dalj časa nabirajo v ledu. Takšen led stalijo in kot ostanek na fitrih dobimo drobne mikrometeorite, ki jih lahko opazujemo pod mikroskopom. 

Mikrometeoriti so običajno iz kamnine ali kovine (železo ali nikelj). Na Zemljo jih pade vsak dan nekaj ton. Najdemo jih lahko v deževnici oziroma v odtokih deževnice. Opazujemo jih pod mikroskopom. 

Na Observatoriju Arecibo so s pomočjo sipanja radarskih valov proučevali masni tok meteoritov (masa meteoritov, ki v časovnem obdobju padejo na površino Zemlje)  pri vstopu v zgornje dele atmosphere.  Ugotovili so, da je masni tok 3,7. 106 kg/leto

## Nevarnost za vesoljska plovila in satelite
Mikrometeoroidi predstavljajo veliko nevarnost za vesoljska plovila, umetne satelite in ljudi, ki se nahajo v vesoljskih oblačilih zunaj vesoljskih plovil. Relativna hitrost mikrometeoroidov glede na njih je nekaj kilometrov na uro. Vsa ta telesa tako neprestano doživljajo trke z manjšimi delci medplanaterne snovi, ki lahko poškodujejo površino. Če to traja dalj časa, lahko pride do usodnih poškodb površine vesoljske ladje, satelita ali opreme vosoljca. Vse površine so neprestano pod vplivom podobnega postopka kot je peskanje, ki se uporablja za ravnanje ali čiščenje površin materialov.